# Willy von Eschen
Willy von Eschen, född 1902, var en schweizisk skeletonåkare. von Eschen tävlade i skeleton vid Olympiska vinterspelen 1928 i Sankt Moritz. Han kom på nionde plats, men bröt under andra loppet.